# Antagonista competitiu
Un antagonista competitiu és en bioquímica i farmacologia, un antagonista que s'uneix a un receptor cel·lular però que no l'activa. L'antagonista competirà contra qualsevol agonista pels llocs d'unió del receptor. Una quantitat suficient de substància antagonista desplaçarà a la substància agonista dels llocs d'unió, com a resultat haurà una baixa en la freqüència de l'activació del receptor.
La presència d'un antagonista competitiu farà variar cap a la dreta la corba dosi-resposta Un gràfic de Schild per a un antagonista competitiu tindrà una corba igual a 1 i la intersecció X-I igualarà a la constant de dissociació de l'antagonista.
Un antagonista competitiu pot ser un antagonista competitiu reversible o un antagonista competitiu irreversible.